# Hudna
La Hudna (in arabo هدنة‎?) è un termine arabo che significa "tregua" o "armistizio", nonché "calma" o "tranquillità", in quanto proviene da una radice verbale che significa "calma". È a volte tradotto come "cessate il fuoco". 
Una precoce hudna particolarmente famosa è stata l'Accordo di al-Hudaybiyya tra Maometto e la tribù dei Quraysh.
Secondo la ʿUmdat al-Sālik, una sintesi della giurisprudenza medievale shafi'ita, le hudna raggiunte con nemici non-musulmani dovrebbero essere limitate a 10 anni: "se i musulmani sono deboli, una tregua che può essere fatta per dieci anni, se necessario, il Profeta ha presentato una tregua con i Quraysh per questa durata, come tramandato da Abū Dāwūd [al-Sijistānī] "(ʿUmdat al-Sālik wa-ʿUddat al-Nāsik, § 9.16). 

## LaHudnanel conflitto israelo-palestinese
Il termine è più frequentemente utilizzato in riferimento a un accordo di cessate il fuoco.
Nel conflitto israelo-palestinese, Ḥamās ha fatto ricorso a questo tipo di tregua: sia nel giugno 2003, che nel gennaio 2004, quando l'alto leader di Hamas Abd al-Aziz al-Rantissi offrì 10 anni di tregua a Israele in cambio di un ritiro completo da tutti i territori occupati, catturati nella Guerra dei Sei Giorni, e la creazione di uno Stato palestinese in Cisgiordania ed a Gaza. 
Rantissi aveva detto che la hudna era stata limitata a dieci anni e che essa aveva rappresentato una decisione da parte del movimento, perché "è difficile liberare tutta la nostra terra, in questa fase, e la hudna non costituirebbe comunque un riconoscimento dello Stato di Israele."